# Changlang
Changlang (en hindi, चांगलांग) es una localidad de la India, centro administrativo del distrito de Changlang, en el estado de Arunachal Pradesh. Según el censo de 2011, tiene una población de 6236 habitantes.

## Geografía
Se encuentra a una altitud de 580 m s. n. m., a unos 600 km de la capital estatal, Itanagar, en la zona horaria UTC +5:30.